# Michael Lewis
Pour les articles homonymes, voir Michael Lewis (homonymie).
Michael Lewis, né en 1960 à La Nouvelle-Orléans aux États-Unis, est un écrivain et journaliste américain.
Ses best-sellers incluent Moneyball: The Art of Winning an Unfair Game, The Blind Side: Evolution of a Game, The Big Short: Inside the Doomsday Machine et Liar's Poker. Il écrit pour Vanity Fair.

## Biographie

### Jeunesse
Lewis naît à La Nouvelle-Orléans d'un père avocat et d'une mère activiste communautaire. Il étudia à la Isidore Newman School puis à l'Université de Princeton où il effectua une licence en histoire de l'art en 1982. Il était membre de l'Ivy Club.
Il part travailler à New York avec le marchand d'art Daniel Wildenstein. Il rejoint la London School of Economics et y passe un master en économie en 1985. Il est ensuite engagé par Salomon Brothers et retourne à New York pour sa période d'essai. Il travaille dans l'agence londonienne de la firme comme vendeur. Il démissionne pour écrire Liar's Poker et devenir journaliste financier.

### Publications
Lewis décrit ses expériences chez Salomon Brothers dans son ouvrage Liar's Poker paru en 1989. Dans The New New Thing en 1999, il analyse le développement de la Silicon Valley mettant obsession et innovation en perspective. Quatre ans plus tard, il écrit Moneyball, un ouvrage dans lequel il analyse le succès de Billy Beane et des Oakland Athletics.
En tant que journaliste, Lewis a travaillé pour ou collaboré avec le New York Times Magazine, Bloomberg LP, The New Republic, Conde Nast Portfolio. Il est actuellement chez Vanity Fair.
Pendant une période de six mois précédant l'élection présidentielle américaine de 2012, Michael Lewis a suivi le président Barack Obama, a participé à tous ses rendez-vous et instants de détente.
En 2019, il publie une baladodiffusion en sept épisodes nommée Against the rules dans laquelle il décrit le rôle de l'autorité et des arbitres dans différents domaines de la société.

### Vie personnelle
Marié une première fois à Diane de Cordova, puis une deuxième à Kate Bohner, il est marié depuis 1997 à Tabitha Soren, ancienne reportrice pour MTV. Il est père de deux filles et d'un garçon.

## Principales Œuvres

### en anglais
- (en) Michael Lewis, Liar's Poker : Rising Through the Wreckage on Wall Street, New York, W.W. Norton, 1989, 249 p. (ISBN 0-393-02750-3)
- (en) Michael Lewis, Pacific Rift, Knoxville, Whittle Direct Books, 1991, 85 p. (ISBN 0-9624745-6-8)
- (en) Michael Lewis, The Money Culture, New York, W.W. Norton, 1991, 282 p. (ISBN 0-393-03037-7)
- (en) Michael Lewis, Trail Fever, New York, A.A. Knopf, 1997, 299 p. (ISBN 0-679-44660-5)
- (en) Michael Lewis, The New New Thing : A Silicon Valley Story, New York, W.W. Norton, 2000, 268 p. (ISBN 0-393-04813-6, lire en ligne)
- (en) Michael Lewis, Next : The Future Just Happened, New York, W.W. Norton, 2001, 236 p. (ISBN 0-393-02037-1)
- (en) Michael Lewis, Moneyball : The Art of Winning an Unfair Game, New York, W.W. Norton, 2003, 288 p. (ISBN 0-393-05765-8)
- (en) Michael Lewis, Coach : Lessons on the Game of Life, New York, W.W. Norton, 2005, 299 p. (ISBN 0-393-06123-X)
- (en) Michael Lewis, The Blind Side : Evolution of a Game, New York, W.W. Norton, 2006, 299 p. (ISBN 0-393-06123-X)
- (en) Michael Lewis, The Real Price of Everything : Rediscovering the Six Classics of Economics, New York, Sterling, 2008, 1467 p. (ISBN 978-1-4027-4790-8 et 1-4027-4790-X)
- (en) Michael Lewis, Panic : The Story of Modern Financial Insanity, New York, W.W. Norton & Co., 2008, 391 p. (ISBN 978-0-393-06514-5 et 0-393-06514-6)
- (en) Michael Lewis, Home Game : An Accidental Guide to Fatherhood, New York, W.W. Norton & Co., 2009, 190 p. (ISBN 978-0-393-06901-3 et 0-393-06901-X)
- (en) Michael Lewis, The Big Short : Inside the Doomsday Machine, New York, W.W. Norton & Co., 2010 (ISBN 978-0-393-07223-5 et 0-393-07223-1)
- (en) Michael Lewis, Boomerang: Travels in the New Third World (en), New York, W.W. Norton & Co., 2011, 217 p. (ISBN 978-0-393-34344-1)
- (en) Michael Lewis, Flash Boys: A Wall Street Revolt (en), New York, W. W. Norton & Company, 2014, 274 p. (ISBN 978-0-393-24466-3, lire en ligne)
- (en) Michael Lewis, The Undoing Project : A Friendship that Changed Our Minds, New York, W. W. Norton & Company, 2016, 368 p. (ISBN 978-0-393-25459-4)
- (en) Michael Lewis, The Fifth Risk : Undoing Democracy, New York, W. W. Norton & Company, 2018, 256 p. (ISBN 978-1-324-00264-2)

### en français
- Poker menteur. L'histoire vraie d'un golden-boy [Liar's poker. Rising through the wreckage on Wall Street] (trad. de l'anglais), Dunod, 1990, 316 p.  (ISBN 2-04-019826-1)
- The Blind Side : L'éveil d'un champion [« The Blind Side: Evolution of a Game »] (trad. de l'anglais), Champs-sur-Marne, Music And Entertainment Books, 2010, 326 p. (ISBN 978-2-35726-069-6)
- Le casse du siècle [« The Big Short: Inside the Doomsday Machine »] (trad. de l'anglais), Paris, Sonatine, 2010, 322 p. (ISBN 978-2-35584-053-1)[4]
- Boomerang : Europe : voyage dans le nouveau tiers-monde [« Boomerang: Travels in the New Third World »] (trad. de l'anglais), Paris, Sonatine, 2012, 211 p. (ISBN 978-2-35584-111-8)
- Flash Boys : Flash Boys [« Flash Boys: A Wall Street Revolt »] (trad. de l'anglais), Paris, Éditions du sous-sol, 2016, 316 p. (ISBN 978-2-36468-115-6)

## Adaptations audiovisuelles de ses œuvres
- 2001 : Next: The Future Just Happened (téléfilm)
- 2009 : The Blind Side de John Lee Hancock
- 2011 : Le Stratège (Moneyball) de Bennett Miller
- 2015 : The Big Short : Le Casse du siècle (The Big Short) d'Adam McKay